# Jair González
Jair Alejandro González Romo (ur. 4 marca 2002 w Durango) – meksykański piłkarz występujący na pozycji skrzydłowego, od 2024 roku zawodnik Puebli.